# 大鹿窪遺跡
大鹿窪遺跡（おおしかくぼいせき）は、静岡県富士宮市にある縄文時代草創期（約1万5,000 - 1万2,000年前）の遺跡の1つ。国の史跡に指定されている。この時代より古い旧石器時代の遺跡は数多くあるが、定住集落跡の例としては、日本列島最古級であるとされている。

## 概要
新富士溶岩流と埋没谷の間に位置する、縄文草創期の遺跡である。14棟の竪穴建物および集石遺構・配石遺構が検出されている。14棟の竪穴建物のうち10棟で馬蹄形の広場を有し、その中に土坑・集石・配石が確認されている。
出土遺物は26,000点以上であり、縄文土器は押圧縄文土器のほか隆起線文土器や爪形文土器も出土している。伊豆神津島産の黒曜石も出土遺物に含まれており、他地域との交流が想定されている。